# 신 (대홍려)
신(愼, ? ~ ?)은 전한 말기의 관료이다. ‘신’은 이름자로, 성씨는 알 수 없다.

## 생애
홍가 원년(기원전 20년), 대홍려에 임명되었다.

## 출전
- 반고, 《한서》 권19하 백관공경표 下

| 전임 훈 | 전한의 대홍려 기원전 20년 ~ 기원전 15년? | 후임 평당 |